# سكوت كروس (لاعب كرة قدم)
سكوت كروس (بالإنجليزية: Scott Cross)‏ هو لاعب كرة قدم بريطاني، ولد في 30 أكتوبر 1987. لعب مع نادي نورثامبتون تاون.

## وصلات خارجية
- سكوت كروس على موقع قاعدة بيانات كرة القدم.إي يو (الإنجليزية)
- سكوت كروس على موقع Soccerbase.com (لاعب) (الإنجليزية)